# Francie na Zimních olympijských hrách 1948
Francii na Zimních olympijských hrách v roce 1948 reprezentovala výprava 36 sportovců (28 mužů a 8 žen) ve 7 sportech.

## Medailisté
| Medaile | Jméno          | Sport           | Soutěž         |
| ------- | -------------- | --------------- | -------------- |
| Zlato   | Henri Oreiller | Alpské lyžování | Muži sjezd     |
| Zlato   | Henri Oreiller | Alpské lyžování | Muži kombinace |
| Stříbro | James Couttet  | Alpské lyžování | Muži slalom    |
| Bronz   | Henri Oreiller | Alpské lyžování | Muži slalom    |
| Bronz   | James Couttet  | Alpské lyžování | Muži kombinace |